# Привокзальная площадь (Дзержинск)
Привокзальная пло́щадь — площадь Дзержинска. Расположена во Втором кольце города.

## История
Площадь расположена во Втором кольце города Дзержинска. Раскинулась у железнодорожного и автобусного вокзалов. Вокзальная площадь переименована в 1987 году в Октябрьскую в связи с 70-летием Октябрьской революции. 14 декабря 1993 года Постановлением мэрии № 1645 площадь стала называться Привокзальной.

## Примечательные здания и сооружения

### Здания

#### Железнодорожный вокзал
Первоначально здание было бревенчатым и неказистым, так как строилось для полустанка Черное. Располагалось тогда здание чуть восточней центрального рынка. В 1960 году было построено новое здание вокзала.

#### Автовокзал
Раньше автостанция находилась на улице Урицкого. В 1978 году закончилось строительство автовокзала, который завершил восточную сторону площади.